# Révolte du livre de la prière commune
La révolte du livre de la prière (Prayer Book Rebellion, Prayer Book Revolt, Prayer Book Rising, Western Rising or Western Rebellion) est une révolte populaire qui s'est déroulée en Cornouailles et dans le Devon, en Angleterre en 1549. Cette année-là voit l'introduction dans le pays du Livre de la prière commune, présentant la théologie de la Réforme anglaise. Ce changement est très impopulaire en particulier dans les régions qui restent encore fermement catholiques (même après l'Acte de Suprématie de 1534) comme le Lancashire. S'ajoutant à de mauvaises conditions économiques, l'attaque contre l'Église catholique conduit à une explosion de colère dans l'ouest de l'Angleterre et à une insurrection. En réponse, Edward Seymour, 1er duc de Somerset est envoyé avec une armée composée en partie de mercenaires allemands et italiens pour la réprimer.
En juin 2007, l'évêque anglican de Truro, le très révérend Bill Ind, qualifie le rôle de l'Église d'Angleterre dans le massacre de milliers de rebelles catholiques lors de la répression de la rébellion comme une « énorme erreur ».

## Les causes

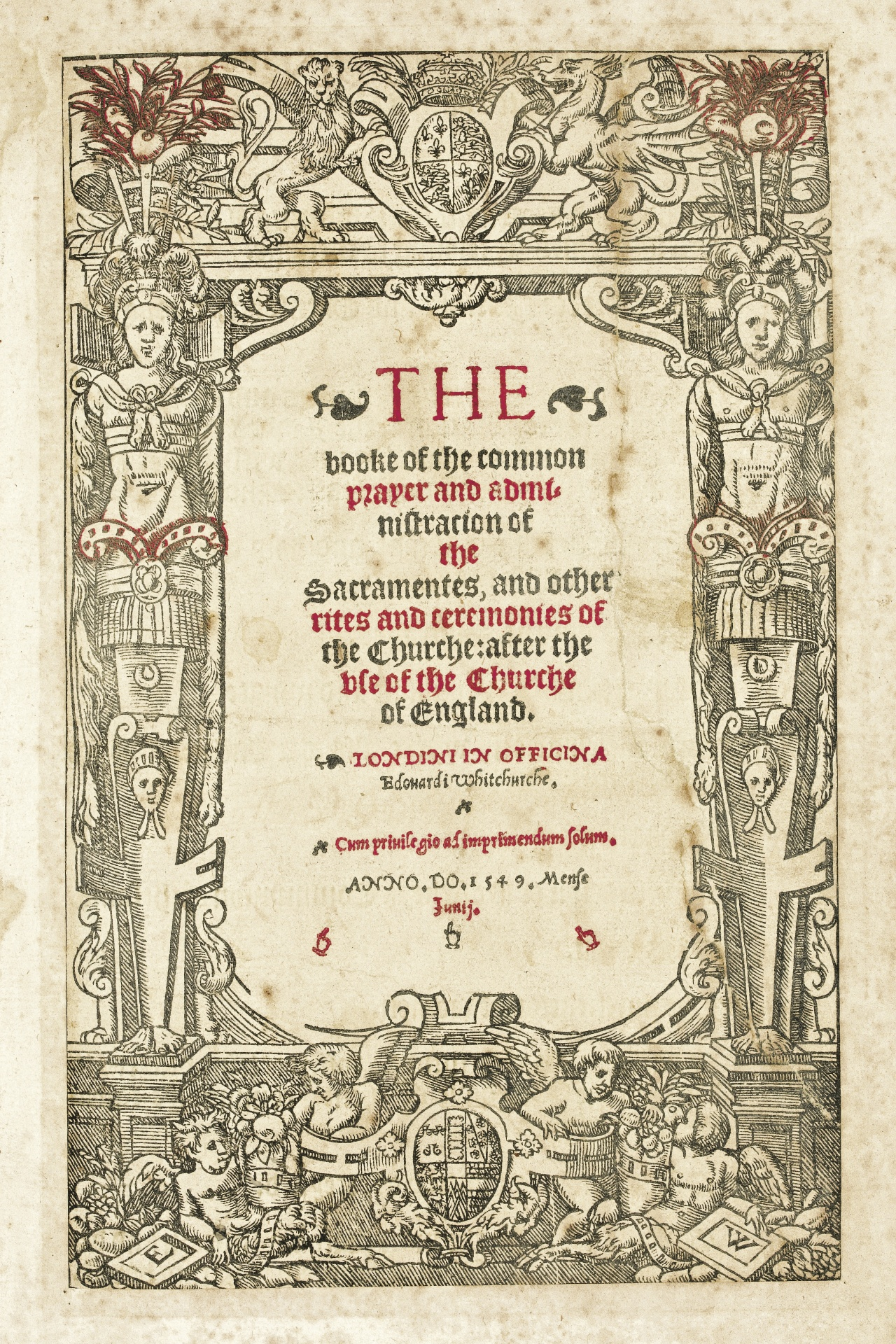
Le livre de la prière commune.

À la fin des années 1540, le gouvernement du très jeune Édouard VI- il avait neuf ans quand il a accédé au trône en 1547 - introduit une série de mesures législatives pour étendre la Réforme en Angleterre et au pays de Galles, l'objectif principal étant de modifier la théologie et les pratiques de l'Église d'Angleterre vers une forme plus protestante.
En 1549, le Livre de la prière, en anglais, reflétant la théologie protestante tout en gardant une grande partie de l'apparence des anciens rites catholiques, remplace les quatre anciens livres liturgiques en latin. Le changement est impopulaire, en particulier dans les régions de tradition catholique.
Il semble que les origines de la rébellion puissent - en partie - remonter au premier soulèvement cornique de 1497 et à la destruction ultérieure des monastères de 1536 jusqu'à 1545, sous le règne d'Henri VIII qui a mis fin à l'enseignement par les ordres monastiques, qui avaient soutenu les identités culturelles de ces régions. La fermeture des College Glasney et Crantock jouent un rôle important dans l'incitation à l'agitation contre les réformes culturelles. Des chercheurs tels que Stoyle ont fait valoir que l'Église catholique avait « fait preuve d'extrêmement de tolérance vis-à-vis de la langue et de la culture locales » et les attaques du gouvernement contre la religion traditionnelle réveillent l'esprit de défi des habitants de l'ouest de la région qui parlent majoritairement le cornouaillais.
Lorsque les processions religieuses et les pèlerinages traditionnels sont interdits par la loi, des commissaires sont envoyés pour supprimer tous les symboles du catholicisme, en conformité avec la politique religieuse de Thomas Cranmer favorisant de plus en plus le protestantisme. En Cornouailles, cette tâche est confiée à William Body, dont la profanation des sanctuaires religieux conduit à son assassinat le 5 avril 1548, par William Kylter et Pascoe Trevian à Helston.
La répression est immédiate suivie de l'exécution de 28 Corniques au château de Launceston. Une exécution d'un « traître de Cornouailles » a lieu à Plymouth Hoe - Les carnets de comptes de la ville donnent des détails sur le coût du bois pour les deux potences. Geoffrey Martin, un prêtre pro-catholique de St Keverne, près de Helston, est emmené à Londres. Après son exécution, sa tête est empalée sur un bâton et exposée suivant la tradition sur le pont de Londres.

## Sampford Courtenay et les débuts de la révolte
Le nouveau livre de la prière n'est pas été adopté uniformément, et en 1549 la loi d'uniformité (Act of Uniformity), rend illégale l'utilisation du latin à partir de la Pentecôte 1549. Des magistrats sont chargés de faire respecter la loi. À la suite du changement appliqué pour la Pentecôte, le lundi de Pentecôte, les paroissiens de Sampford Courtenay dans le Devon contraignent leur prêtre à revenir au service traditionnel. Les rebelles font valoir que la nouvelle liturgie en anglais n'est rien d'autre qu'une fête de Noël." Cette affirmation est probablement liée à l'obligation pour les hommes et les femmes de se placer chacun de leur côté dans l'église avant l'office ce qui rappelait les danses traditionnelles de la région. Les juges viennent au service suivant pour faire respecter le changement. Une altercation conduit à la mort d'un partisan de la réforme (William Hellyons) tué d'un coup de fourche sur les marches de l'église.
À la suite de cette confrontation, un groupe de paroissiens de Sampford Courtenay décide de marcher sur Exeter pour protester contre l'introduction du livre de la prière. En traversant le Devon le groupe se gonfle d'un grand nombre de partisans catholiques et devient une force importante. En route vers Crediton, les rebelles du Devon mettent le siège devant Exeter, exigeant le retrait de toutes les liturgies en anglais. Bien qu'un certain nombre d'habitants d'Exeter envoient un message de soutien aux rebelles, la ville refuse d'ouvrir ses portes. Les portes de la ville assiégée resteront fermées plus d'un mois.

### «Tuez tous les gentilshommes»

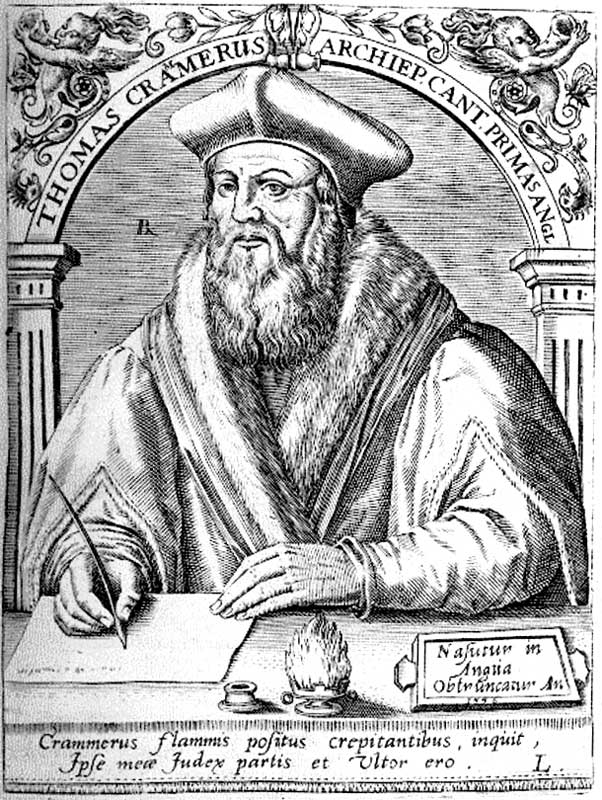
Thomas Cranmer, le principal auteur du livre de la prière commune.

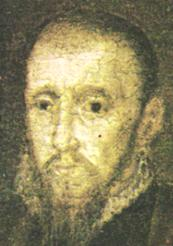
Edward Seymour, 1er Duc of Somerset.

Tant en Cornouailles qu'au Devon, la question du livre de la prière commune semble être la goutte d'eau qui fait déborder le vase. À deux décennies d'oppression sont venues récemment s'ajouter deux années d'inflation galopante, au cours desquelles le prix du blé a quadruplé. Avec l'appropriation rapide des terres communes, l'attaque contre l'Église, qui est ressentie comme un problème primordial de la communauté rurale, conduit à une explosion de colère. En Cornouailles, une armée se forme dans la ville de Bodmin, sous la direction de son maire, Henry Bray, et de deux propriétaires fonciers fervents catholiques, Sir Humphrey Arundell de Helland et John Winslade de Tregarrick.
Un grand nombre de gens de la noblesse cherchent protection dans d'anciens châteaux. Certains s'enferment au Mont Saint-Michel où ils sont assiégés par les rebelles qui commencent par les enfumer en brûlant des bottes de foin. Ceci, combiné avec une pénurie de nourriture et la détresse des femmes, force les assiégés à se rendre. Sir Richard Grenville trouve refuge dans les ruines du château Trematon. Abandonné par beaucoup de ses partisans, le vieil homme est attiré dehors pour parlementer. Il est arrêté et le château mis à sac. Sir Richard et ses compagnons sont emprisonnés à la prison de Launceston. L'armée rebelle des Cornouailles se met ensuite en marche et traverse la Tamar pour entrer dans le Devon et se joindre aux rebelles de la région près de Crediton.
Le slogan « « Tuez tous les gentilshommes et nous aurons de nouveaux Six articles et des cérémonies comme du temps du roi Henry » » met en valeur les objectifs religieux de la rébellion. Toutefois, elle se bat également une cause sociale (point de vue soutenu par les historiens comme Guy Fletcher). Ainsi elle exigera que soit limitée la taille des propriétés appartenant à la noblesse - solution en principe avantageuse en temps de croissance de la population et de chômage - une attaque possible contre les avantages de la noblesse. Certains contemporains comme Thomas Cranmer partagent ce point de vue, condamnant les rebelles pour avoir délibérément incité à un conflit de classe et par leurs exigences vouloir « « diminuer leur force et les éloigner de leurs amis pour pouvoir les commander selon votre bon plaisir »». Le duc de Somerset voit dans l'aversion de la noblesse un facteur commun à toutes les rébellions de 1549 : « En effet toutes montrent une haine tenace contre les gentilshommes et les considèrent comme leurs ennemis ».
Les rebelles de Cornouailles sont également irrités par l'utilisation de la langue anglaise dans le nouveau livre de prière. La carte des langues de la région à cette époque est assez compliquée, mais les études philologiques ont suggéré que la langue cornique avait reculé dans ces territoires au cours du Moyen Âge. Pour résumer ces recherches, Stoyle dit qu'en 1450, le comté était divisé en trois principaux blocs linguistiques : « L'ouest était habité par une population d'origine celtique, qui la plupart du temps parlait cornique, la partie occidentale de l'est de la région était habitée par une population d'origine celtique, qui avait largement abandonné la langue cornique pour l'anglais ; et la partie orientale était habitée par une population d'origine anglo-saxonne, qui ne parlait qu'anglais ».
Dans tous les cas, les Corniques de l'Ouest ont mal réagi à l'introduction de l'anglais dans les services religieux en 1549. L'article huit de la demande des États rebelles de l'Ouest écrit : « Et ainsi nous, les Corniques (certains d'entre nous ne comprennent pas l'anglais), refusons absolument ces nouveaux textes en anglais ». En réponse à cette demande, le duc de Somerset demande aux Corniques pourquoi ils se sentent offensés par la tenue des services en anglais plutôt qu'en cornique, alors qu'auparavant les offices étaient en latin qu'ils ne comprenaient pas plus.

## Confrontations

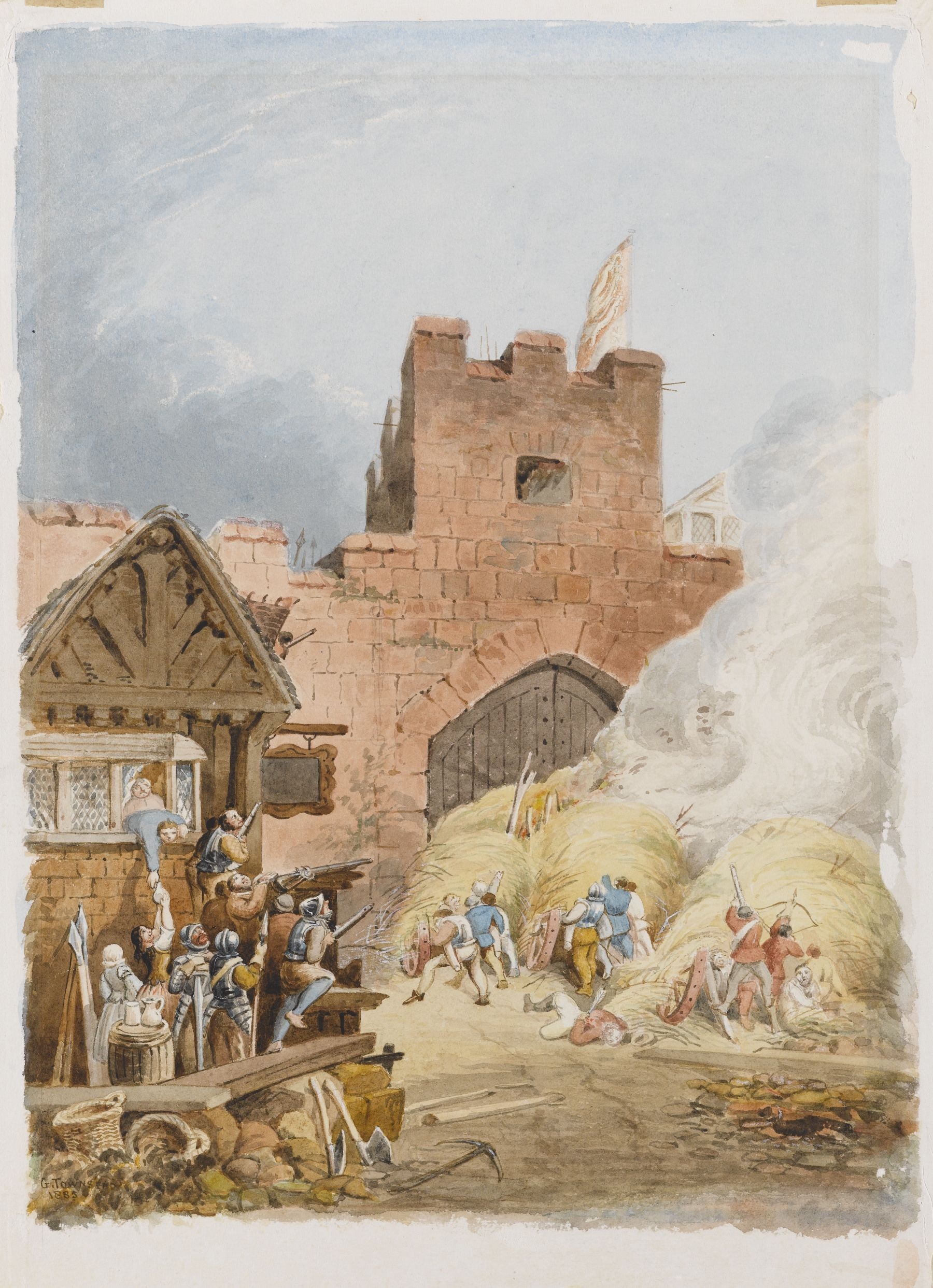
Aquarelle illustrant le siège d'Exeter par George Townsend (1885). Elle montre les portes de la ville fermées face aux assaillants

À Londres, le roi Édouard VI et son Conseil Privé sont alarmés par ces nouvelles de l'ouest du pays. Sur les instructions du Lord Protecteur, le duc de Somerset, un des membres du Conseil privé, Sir Gawain Carew, est chargé d'aller apaiser les rebelles. Dans le même temps, lord John Russell reçoit l'ordre de lever une armée, y compris de mercenaires allemands et italiens, et d'imposer une solution militaire.
Les rebelles proviennent d'un grand nombre d'horizons différents, certains sont agriculteurs, d'autres mineurs et d'autres enfin pêcheurs. La Cornouailles semble avoir pu lever des troupes en quantité significativement plus grande que d'autres régions de taille similaire.

### Confrontation de Crediton
Après la chute de Plymouth, le gouvernement envoie les chevaliers dévoniens Gauvain et Sir Peter Carew négocier et rencontrer l'armée d'Arundell à Crediton. Ils en trouvent les abords bloqués et sont attaqués par des archers. Arundell partage alors ses forces, en envoyant une partie à Clyst St Mary pour aider les villageois, avec le gros des troupes s'avançant sur Exeter qu'il assiége pendant 5 semaines.

### Le siège d'Exeter
Les commandants corniques tentent en vain de persuader John Blackaller, le maire pro-catholiques d'Exeter, de leur livrer la ville. Les portes de la ville restent fermées assiégées par 2 000 personnes rassemblées à l'extérieur.

### Bataille de Fenny Bridges
Le 2 juillet, lord John Russell (1er comte de Bedford) atteint Honiton avec une armée comprenant 160 arquebusiers italiens et un millier de lansquenets, des fantassins allemands, sous le commandement de lord William Grey. Avec les renforts promis par le Wiltshire et le Gloucestershire, Russell disposait plus de 8 600 hommes, dont une cavalerie de 850 hommes, tous bien armés et bien formés. Russell estimait les forces rebelles combinées de Cornouailles et du Devon à seulement 7 000 hommes. Le 28 juillet, Arundell décide de bloquer leur approche vers Exeter à Fenny Bridges. Le résultat de la bataille n'est pas concluant et environ 300 hommes de chaque côté sont tués, Lord Russell et son armée revenant à Honiton.

### Bataille de Woodbury Common
Les renforts de Lord Russell arrivent le 2 août et une armée de 5 000 hommes se mettent en marche sur Exeter non pas par la route mais à travers les dunes. Russell peut ainsi atteindre Woodbury Common où il dresse son camp. Le 4 août, il attaque les rebelles mais ne remporte pas une victoire concluante faisant tout de même un grand nombre de prisonniers.

### La bataille de Clyst St-Mary
Arundell regroupe un contingent de 6 000 hommes à Clyst St Mary, mais le 5 août il est attaqué par une force centrale dirigée par Sir William Francis. Après une bataille féroce, les troupes de Russell prennent l'avantage faisant un millier de morts et de nombreux prisonniers chez leurs adversaires.

### Massacre de la lande de Clyst
Russell campe sur la lande de Clyst et 900 prisonniers ligotés et bâillonnés y sont égorgés en 10 minutes selon le chroniqueur John Hayward.

### Bataille de Clyst Heath
Alors que les nouvelles de ces atrocités arrivent aux forces d'Arundell, Russell lance une nouvelle attaque le 6 août au matin. Lord Grey écrira plus tard qu'il n'a jamais rien vu de semblable, ni pris part à une telle mêlée meurtrière. Comme il avait mené la charge contre les Écossais à la bataille de Pinkie Cleugh, il mènera un assaut efficace. Quelque 2 000 morts resteront sur le champ de bataille. Un groupe de Dévoniens s'est retiré au nord dans la vallée de l'Exe, où ils sont rattrapés par Sir Gawen Carew, qui a laissé les cadavres de leurs dirigeants accrochés aux gibets de Dunster à Bath.

### Aide d'Exeter
Lord Russell continue ses attaques avec l'aide d'Exeter. À Londres, une proclamation autorise la confiscation des terres de ceux qui sont impliqués dans le soulèvement. Les domaines d'Arundell sont attribués à Sir Gawen Carew et Sir Peter Carew reçoit l'ensemble des domaines dévoniens de John Wynslade.